# Trio (film 1950)
Trio è un film del 1950 diretto da Ken Annakin e Harold French.
Si tratta di un film composto da tre episodi ispirati ad altrettanti racconti scritti da William Somerset Maugham: The Verger, Mr. Know-All e Sanatorium. Ken Annakin ha diretto il primo e il secondo, Harold French il terzo.
Trio è il secondo film di una trilogia di storie adattate di Maugham comprendente anche Passioni (1948) e Gigolò e Gigolette (1951).
Il film ha ricevuto la candidatura all'Oscar al miglior sonoro nell'ambito dei Premi Oscar 1951.

## Trama
1) The Verger. Dopo diciassette anni di onorato servizio nell'umile mansione di sacrestano della chiesa di St. Peter, a Londra, il non più giovane Albert Foreman viene licenziato dal nuovo parroco perché – in seguito ai casi della vita -, nonostante la sua età egli è analfabeta. Foreman non si scoraggia, e con i risparmi faticosamente messi da parte, e con l'ausilio di sua moglie, compra una tabaccheria e la gestisce. Gli affari vanno bene, e nel giro di qualche anno egli amplia il proprio giro di affari e finisce col possedere dieci negozi. In un colloquio col direttore della banca presso la quale Foreman ha accumulato il suo ormai cospicuo patrimonio, riaffiora di nuovo la questione del suo analfabetismo. Il direttore esprime ammirazione: se Foreman, nonostante questo handicap, ha fatto fortuna – dice -, chissà che risultati avrebbe ottenuto se avesse saputo leggere e scrivere... La risposta sgorga spontanea dalla bocca di Foreman: "Semplice! Sarei sacrestano di St. Peter."
2) Mr. Know-All.  Il signor Ramsey, dopo un paio di anni di assenza per motivi di lavoro, si ricongiunge con la sua affascinante sposa. Agli sportelli della biglietteria navale è presente anche il riservato signor Grey, e una quarta persona: Max Kelada. Per tutta la durata della traversata in transatlantico i Ramsey e Grey (che addirittura finisce coll'essere – per motivi di sovrapprenotazione – suo altamente nolente compagno di cabina) non riusciranno a liberarsi dalla garrula e saccente presenza del ridanciano Kelada: egli dà mostra di sapere tutto di tutto, mentre verosimilmente non sa veramente nulla di nulla (tranne forse nel proprio ambito lavorativo, quello di commerciante in pietre preziose). A tal punto che Kelada viene soprannominato "Signor so-tutto-io" (Mr. Know-All).
Nella cabina dei coniugi Ramsey, la signora sta indossando un collier di perle, e dice al marito che si tratta di pura bigiotteria, da lei acquistata a poco prezzo durante la sua assenza.
Più avanti, Kelada nota la collana di perle della signora Ramsey, e scommette col marito che si tratta di un monile molto prezioso e costoso, mentre il signor Ramsey sostiene (secondo quanto gli ha detto la moglie) che si tratti di una volgare imitazione. Kelada esamina da vicino le perle, e conclude che sono false: ha avuto torto e ha perso la scommessa. Ancora una volta il signor So-tutto-io ha dimostrato la propria insipienza.
Una banconota viene infilata sotto la porta della cabina di Kelada e Gray, quasi a (modesto, in realtà) pagamento per un servizio reso. Gray convince Kelada a rivelare l'inghippo. Kelada spiega (e lo si voglia prendere sul serio,  questa volta) che il collier di perle della signora Ramsey è effettivamente di grande valore. Durante la scommessa, egli ha mentito, avendo notato segni di irrequietezza sul volto della signora: le perle sono verosimilmente il prezioso dono di un suo amante (di Gray? Di altri?), e Kelada – avveduto, compassionevole e umano, questa volta - voleva evitare alla signora Ramsey ogni possibile disvelamento compromettente. È cattiva cosa – conclude Kelada – lasciare sola per così tanto tempo una donna di grande avvenenza come la signora Ramsey.
3) Sanatorium. Quando il signor Ashenden, malato di tubercolosi, entra in sanatorio in Scozia, vi incontra una serie di personaggi, e apprende le loro varie storie. C'è Elvie Bishop, considerata una persona molto avveduta, nonostante la sua giovane età, e anche piuttosto dura, per cui il tentativo del maggiore George Templeton di farle la corte appare piuttosto sconsiderato. C'è Henry Chester, che ad ogni visita mensile della moglie, da Londra, la tratta crudemente, geloso com'è dell'ottima salute della signora, e alla fine ottiene di interrompere tali visite. Ci sono McLeod e Campbell, i degenti del sanatorio da più antica data, acerrimi nemici; e tuttavia da quando McLeod improvvisamente muore, Campbell non fa che deperire.
Nello stupore generale, Elvie cede alle avances di Templeton: essi chiedono quale sarebbe la loro situazione di salute nel caso volessero sposarsi e lasciare il sanatorio. Il dottor Lennox predice un possibile aggravarsi della malattia nel caso di Elvie, e una sicura morte entro sei mesi nel caso di Templeton (che, peraltro, anche rimanendo nel sanatorio, non sarebbe sopravvissuto oltre due o al massimo tre anni): i due decidono di sposarsi (nella costernazione di due degenti anziane e pettegole, che considerano immorale il loro rapporto).
Elvie dice ad Henry Chester che sarebbe felice di invitare la signora Chester al matrimonio, che si terrà nella chiesa del vicino villaggio. Nell'occasione, Henry Chester, deliziato per l'invito e ravveduto, chiede scusa alla moglie.  